# Odette Kerbaul
Odette Moke-Kerbaul, née le 23 décembre 1921 et morte le 9 janvier 2017, est une résistante française. Pendant la Seconde Guerre mondiale, elle lutte contre l'occupant et devient responsable départementale des Jeunesses communistes, dans la clandestinité.

## Biographie
Odette Anne-Marie Moke est née à Lille le 23 décembre 1921. Elle a seize ans lors de la guerre d'Espagne. Elle intègre alors l'Union des jeunes filles de France (UJFF).

### Résistance, rétablissement clandestin du parti communiste
À partir du début de l'Occupation de la France par l'Allemagne, elle participe avec l'UJFF aux graffiti sur les murs. elle y inscrit notamment « À bas Hitler », « À bas le fascisme », « Vive la République ». 
Elle répond à l'appel de Martha Desrumaux et fait partie des quelques « militantes aguerries » qui l'aident à reconstituer clandestinement le parti communiste, en rétablissant les contacts et assurant la diffusion des consignes et de la propagande,.
Le père d'Odette est arrêté en 1941, puis détenu pendant six mois. Une fois libéré, il aide sa fille.
Elle-même est arrêtée une première fois le 3 mai 1942, dans la banlieue de Lille, avec une quarantaine d'autres jeunes communistes. Elle est détenue pendant onze mois, mais échappe à la déportation.

### Responsable départementale, seconde arrestation
Nommée en 1943 responsable départementale de la jeunesse communiste, Odette Moke a la responsabilité de 190 jeunes. Par sécurité, elle n'en connaît personnellement que vingt-cinq, l'organisation fonctionnant par groupes restreints. Ils n'ont que très peu de matériel, mais opèrent des actions musclées, notamment pour se procurer des armes.
Arrêtée une seconde fois le 5 octobre 1943, elle est internée à la prison de Loos, près de Lille. Elle y est détenue isolée, seule dans sa cellule pendant trois mois, puis transférée à Cuincy. Partageant alors la cellule de Josette Dumeix, elle bénéficie de son enseignement politique. Le 1er mai 1944, elles chantent à pleine voix l'Internationale et la Marseillaise,. Les policiers qui les gardent collaborent avec les Allemands et n'hésitent pas à dénoncer les meneurs. L'un d'entre eux, compatissant, prévient cependant la famille d'Odette, ce qui lui permet de recevoir vivres et couverture.
Peu après la guerre, elle épouse Eugène Kerbaul, ancien résistant (1917-2005),.

### Après-guerre, militante
Odette Kerbaul milite au Parti communiste français. En 1945, elle est membre du comité national de l'Union de la jeunesse républicaine de France. Elle refuse la Légion d'honneur.
Elle témoigne dans les écoles, en souvenir de son mari mort en août 2005, et parce que le nombre de témoins diminue. Elle préside la FNDIRP de Bagnolet. Elle meurt le 9 janvier 2017. Ses obsèques sont célébrées le 14 janvier, au nouveau cimetière de Bagnolet.

## Hommages

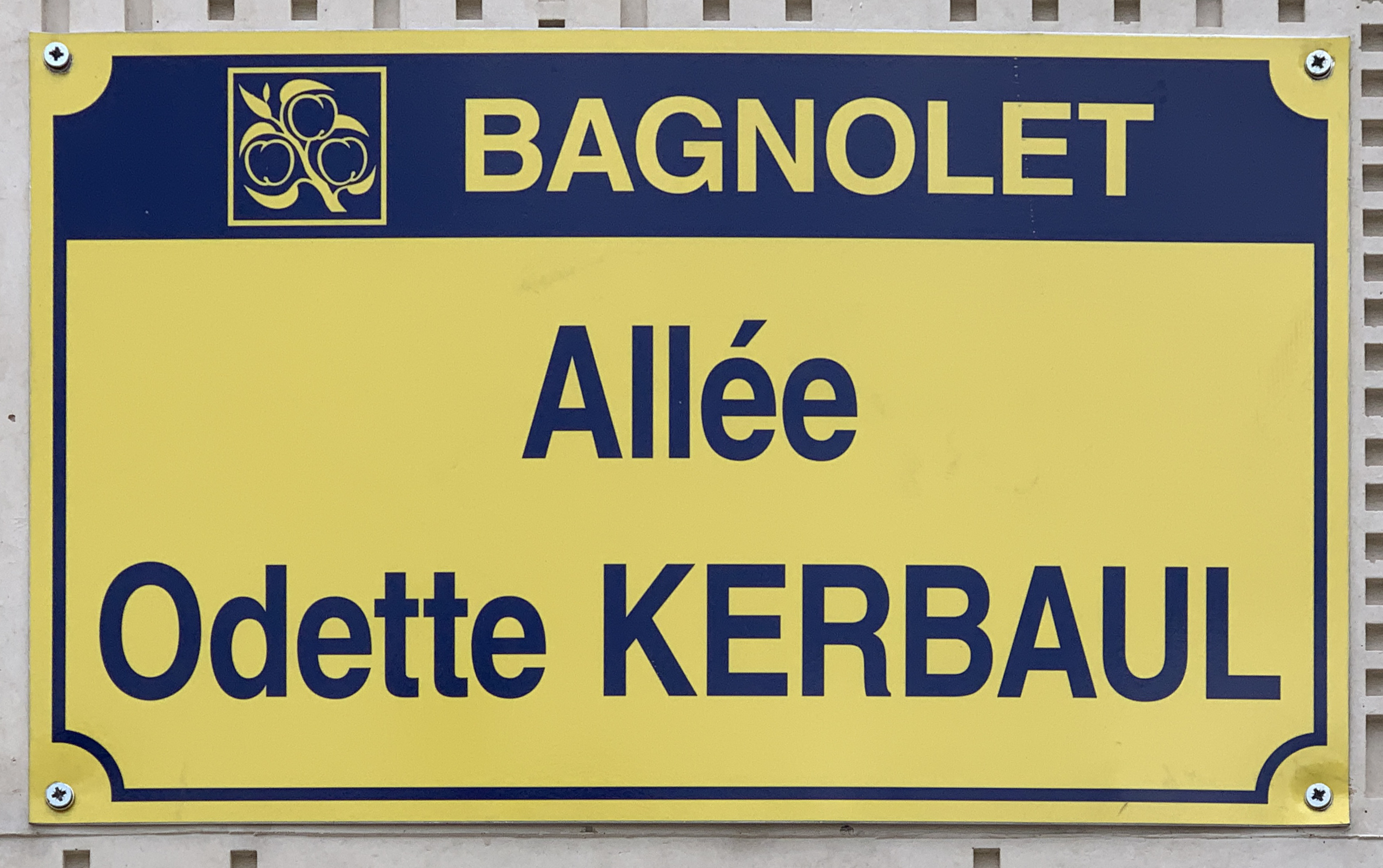
Plaque de l'allée Odette-Kerbaul, à Bagnolet.

- L'allée Odette Kerbaul, à Bagnolet, en mémoire de son action, est ainsi dénommée en 2020[11].